# Aeria agna
Aeria agna är en fjärilsart som beskrevs av Doubleday, Hewitson och John Obadiah Westwood 1847. Aeria agna ingår i släktet Aeria och familjen praktfjärilar. Inga underarter finns listade i Catalogue of Life.